# Diócesis de Santiago de Cabo Verde
La diócesis de Santiago de Cabo Verde (en latín: Dioecesis Sancti Iacobi Capitis Viridis y en portugués: Diocese de Santiago de Cabo Verde) es una circunscripción eclesiástica latina de la Iglesia católica en Cabo Verde, inmediatamente sujeta a la Santa Sede. La diócesis tiene al obispo cardenal Arlindo Gomes Furtado como su ordinario desde el 22 de julio de 2009.

## Territorio y organización

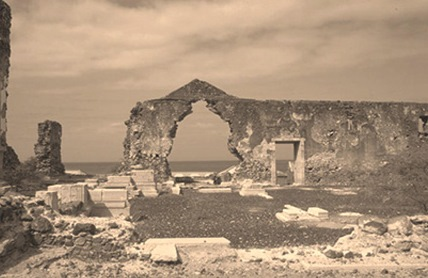
Ruinas de la antigua catedral en la Cidade Velha, erigida en 1556 y atacada y destruida por piratas en 1712

La diócesis tiene 1832 km² y extiende su jurisdicción sobre los fieles católicos de rito latino residentes en las islas de Sotavento.
La sede de la diócesis se encuentra en la ciudad de Praia en la isla de Santiago, en donde se halla la Procatedral de Nuestra Señora de la Gracia. 
En 2020 en la diócesis existían 24 parroquias.

## Historia

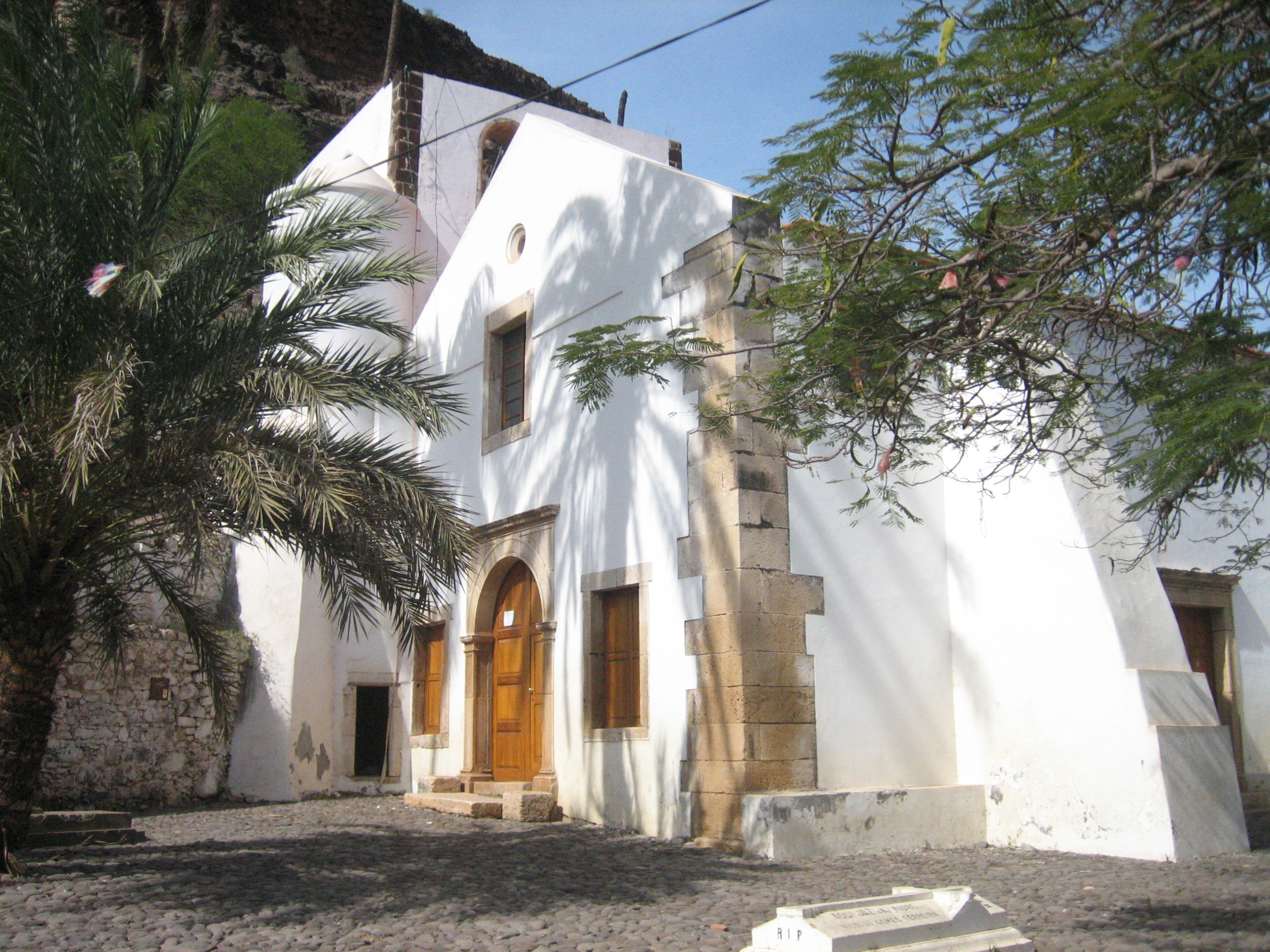
Iglesia de Nuestra Señora del Rosario, la más antigua del mundo colonial, construida en 1495

El archipiélago de Cabo Verde fue descubierto a mediados del siglo XV y la presencia cristiana se consolidó con la progresiva colonización de las islas. La evangelización de los territorios ultramarinos de Portugal estaba encomendada a la Orden de Cristo, que gobernaba el archipiélago desde la sede de Tomar en Portugal. En realidad, los primeros misioneros que llegaron junto con los colonos en 1462 fueron dos franciscanos, los frailes Rogério y Jaime, a los que se unió un dominico en 1473, fray João.
Por las islas de Cabo Verde pasaban los barcos portugueses que transportaban esclavos africanos a Brasil y América del Norte; los misioneros se dirigieron a ellos y en 1514 y 1516 se publicaron las primeras normas relativas al bautismo que se confería a los esclavos en los barcos negreros.
La diócesis fue erigida el 31 de enero de 1533 con la bula Pro excellenti praeeminentia del papa Clemente VII separando territorio de la diócesis de Funchal, al mismo tiempo elevada al rango de sede metropolitana de las diócesis ultramarinas portuguesas y siendo Santiago de Cabo Verde su sufragánea. Además de las islas del Cabo Verde, su jurisdicción sobre la costa africana se extendía desde el río Gambia hasta el cabo Palmas, en la actual frontera entre Liberia y Costa de Marfil.

3. Y a la misma Iglesia de Santiago, villa erigida en ciudad por la ciudad, y de Santiago sobredicho, y de Santo Antão, y de San Vicente, y de Santa Luzia, y de San Nicolás, y de Mayo, y Fogo, y las islas de Sal, Boa Vista y Brava, y una distancia de trescientas cincuenta leguas de tierra firme, comenzando desde el río Gambia, cerca del promontorio o lugar de Cabo Verde, y continuando hasta el promontorio o lugar llamado Cabo de Palmas, y el río de Santo Andrés dicho reino, y sus distritos y territorios para la diócesis, y sus moradores y habitantes para el clero y pueblo, para que en ellos esté el obispo de Santiago, que será por el momento, ejercerán la jurisdicción, autoridad y poder episcopal, y todo y cada cosa que cualesquiera otros obispos en Ellos pueden hacer lo que quieran en sus iglesias, ciudades y diócesis, y pueden hacerlo libre y legalmente;
Extracto traducido de la jurisdicción de la diócesis en la bula Pro excellenti praeeminentia

La diócesis de Cabo Verde también dependía originalmente de Funchal, hasta que el 3 de julio de 1551 se convirtió en sufragánea de la arquidiócesis de Lisboa (hoy patriarcado de Lisboa).
De los primeros obispos de Cabo Verde, pocos fueron los que establecieron su sede en las islas. El obispo Francisco de la Cruz fue el responsable de la construcción de la catedral en 1556. El seminario diocesano se estableció en 1570, pero duró poco, ya que se cerró en 1594. La construcción de un seminario y del palacio episcopal a fines del siglo XVIII fue obra del obispo Francisco de São Simão. El actual seminario de San José fue erigido en 1957 por el obispo José Filípe do Carmo Colaço.
El 4 de septiembre de 1940, tras el acuerdo misional que siguió al concordato entre la Santa Sede y Portugal, la diócesis perdió la jurisdicción sobre los territorios de la Guinea portuguesa continental, que eran de su competencia desde 1533, en donde se erigió una misión sui iuris, que pasó a ser posteriormente la diócesis de Bisáu.
Luego de la independencia de Cabo Verde el 5 de julio de 1975, la diócesis de Cabo Verde fue separada de la provincia eclesiástica del patriarcado de Lisboa e inmediatamente sujeta a la Santa Sede mediante el decreto Quo facilius del 9 de enero de 1978.
El 9 de diciembre de 2003 la diócesis se dividió en dos con la erección de la diócesis de Mindelo separando las islas de Barlovento, mediante la  bula Spiritali fidelium del papa Juan Pablo II.

## Estadísticas
De acuerdo al Anuario Pontificio 2021 la diócesis tenía a fines de 2020 un total de 431 700 fieles bautizados.
| Año                                                                             | Población            | Población | Población      | Sacerdotes | Sacerdotes    | Sacerdotes    | Bautizados por sacerdote | Diáconos permanentes | Religiosos | Religiosos | Parroquias |
| Año                                                                             | Bautizados católicos | Total     | % de católicos | Total      | Clero secular | Clero regular | Bautizados por sacerdote | Diáconos permanentes | Varones    | Mujeres    | Parroquias |
| ------------------------------------------------------------------------------- | -------------------- | --------- | -------------- | ---------- | ------------- | ------------- | ------------------------ | -------------------- | ---------- | ---------- | ---------- |
| 1950                                                                            | 168 109              | 176 687   | 95.1           | 25         | 7             | 18            | 6724                     |                      | 15         | 9          | 30         |
| 1970                                                                            | 250 961              | 256 969   | 97.7           | 46         | 12            | 34            | 5455                     |                      | 36         | 28         | 30         |
| 1980                                                                            | 294 360              | 300 550   | 97.9           | 42         | 12            | 30            | 7008                     |                      | 36         | 30         | 30         |
| 1990                                                                            | 344 921              | 355 898   | 96.9           | 47         | 12            | 35            | 7338                     |                      | 40         | 102        | 30         |
| 1999                                                                            | 432 424              | 451 909   | 95.7           | 49         | 14            | 35            | 8824                     |                      | 55         | 111        | 31         |
| 2000                                                                            | 443 325              | 475 850   | 93.2           | 48         | 13            | 35            | 9235                     |                      | 62         | 108        | 31         |
| 2001                                                                            | 408 813              | 434 263   | 94.1           | 47         | 12            | 35            | 8698                     |                      | 49         | 123        | 31         |
| 2002                                                                            | 452 320              | 487 575   | 92.8           | 48         | 13            | 35            | 9423                     |                      | 41         | 123        | 31         |
| 2003                                                                            | 410 079              | 443 625   | 92.4           | 50         | 13            | 37            | 8201                     |                      | 53         | 127        | 31         |
| 2004                                                                            | 292 488              | 318 317   | 91.9           | 32         | 12            | 20            | 9140                     |                      | 27         | 105        | 19         |
| 2007                                                                            | 299 655              | 317 970   | 94.2           | 32         | 9             | 23            | 9364                     |                      | 27         | 76         | 19         |
| 2010                                                                            | 311 922              | 365 000   | 85.5           | 34         | 12            | 22            | 9174                     |                      | 23         | 76         | 21         |
| 2014                                                                            | 389 000              | 408 000   | 95.3           | 40         | 19            | 21            | 9725                     |                      | 31         | 71         | 23         |
| 2017                                                                            | 415 900              | 435 700   | 95.5           | 41         | 18            | 23            | 10 143                   | 1                    | 42         | 104        | 24         |
| 2020                                                                            | 431 700              | 451 400   | 95.6           | 45         | 20            | 25            | 9593                     | 1                    | 45         | 105        | 24         |
| Fuente: Catholic-Hierarchy, que a su vez toma los datos del Anuario Pontificio. |                      |           |                |            |               |               |                          |                      |            |            |            |

## Episcopologio
- Braz Neto, O.F.M. † (31 de enero de 1533-9 de febrero de 1538 falleció)
- João Parvi † (23 de septiembre de 1538-29 de noviembre de 1546 falleció)
  - Sede vacante (1546-1553)
- Francisco de la Cruz, O.S.A. † (18 de agosto de 1553-19 de enero de 1571 falleció)
- Bartolomeu Leitão † (6 de febrero de 1572-9 de febrero de 1587 falleció)
- Pedro Brandão, O.Carm. † (8 de agosto de 1588-14 de julio de 1608 falleció)
- Luis Pereira de Miranda † (10 de noviembre de 1608-mayo de 1610 falleció)
- Sebastião de Ascensão, O.P. † (18 de abril de 1611-17 de marzo de 1614 falleció)
- Manuel Afonso de Guerra † (24 de febrero de 1616-8 de marzo de 1624 falleció)
- Lorenzo Garro † (18 de agosto de 1625-1 de noviembre de 1646 falleció)
  - Sede vacante (1646-1672)
- Fabio dos Reis Fernandes, O.Carm. † (16 de mayo de 1672-8 de febrero de 1674 falleció)
- Antonio de São Dionysio, O.F.M. † (2 de diciembre de 1675-13 de septiembre de 1684 falleció)
- Victorino do Porto, O.F.M. † (12 de mayo de 1687-21 de enero de 1705 falleció)
- Francisco a São Agostinho, T.O.R. † (24 de septiembre de 1708-8 de mayo de 1719 falleció)
- José a Santa Maria de Jesus Azevedo Leal, O.F.M. † (12 de febrero de 1721-7 de junio de 1736 falleció)
- João de Faro, O.F.M.Ref. † (3 de septiembre de 1738-21 de julio de 1741 falleció)
- João de Moreira, O.F.M.Ref. † (26 de noviembre de 1742-13 de agosto de 1747 falleció)
  - Sede vacante (1747-1753)
- Pedro Jacinto Valente, O. do Cristo † (29 de enero de 1753-19 de enero de 1774 falleció)
  - Sede vacante (1774-1779)
- Francisco de São Simão, O.F.M.Ref. † (1 de marzo de 1779-10 de agosto de 1783 falleció)
- Cristoforo a São Boaventura, O.F.M.Ref. † (14 de febrero de 1785-29 de abril de 1798 falleció)
  - Sede vacante (1798-1802)
- Silvestre Santa Maria, O.F.M.  † (24 de mayo de 1802-22 de noviembre de 1813 falleció)
  - Sede vacante (1813-1820)
- Geronimo do Barco, O.F.M. † (21 de febrero de 1820-27 de diciembre de 1831 renunció)
  - Sede vacante (1831-1845)
- João Henriques Monis † (24 de noviembre de 1845-1 de julio de 1847 falleció)
- Patrício Xavier de Moura † (11 de diciembre de 1848-15 de abril de 1859 nombrado obispo de Funchal)
- João Crisóstomo de Amorim Pessoa, O.F.M.Ref. † (23 de marzo de 1860-22 de marzo de 1861 nombrado arzobispo de Goa)
  - Sede vacante (1861-1865)
- José Luis Alves Feijo, O.SS.T. † (25 de septiembre de 1865-5 de mayo de 1871 nombrado obispo de Braganza y Miranda)
- José Dias Correia de Carvalho † (26 de junio de 1871-9 de agosto de 1883 nombrado obispo de Viseu)
- Joaquim Augusto de Barros † (27 de marzo de 1884-1 de marzo de 1904 falleció)
- António Moutinho † (14 de noviembre de 1904-4 de marzo de 1909 nombrado obispo de Portalegre)
- José Alves Martins † (10 de marzo de 1910-15 de noviembre de 1935 renunció[6])
- Joaquim Rafael Maria d'Assunçâo Pitinho, O.F.M. † (15 de noviembre de 1935-5 de mayo de 1940 renunció[7])
- Faustino Moreira dos Santos, C.S.Sp. † (28 de enero de 1941-27 de julio de 1955 falleció)
- José Filípe do Carmo Colaço † (28 de marzo de 1956-21 de abril de 1975 renunció)
- Paulino do Livramento Évora, C.S.Sp. † (21 de abril de 1975-22 de julio de 2009 retirado)
- Arlindo Gomes Furtado, desde el 22 de julio de 2009